# Planica

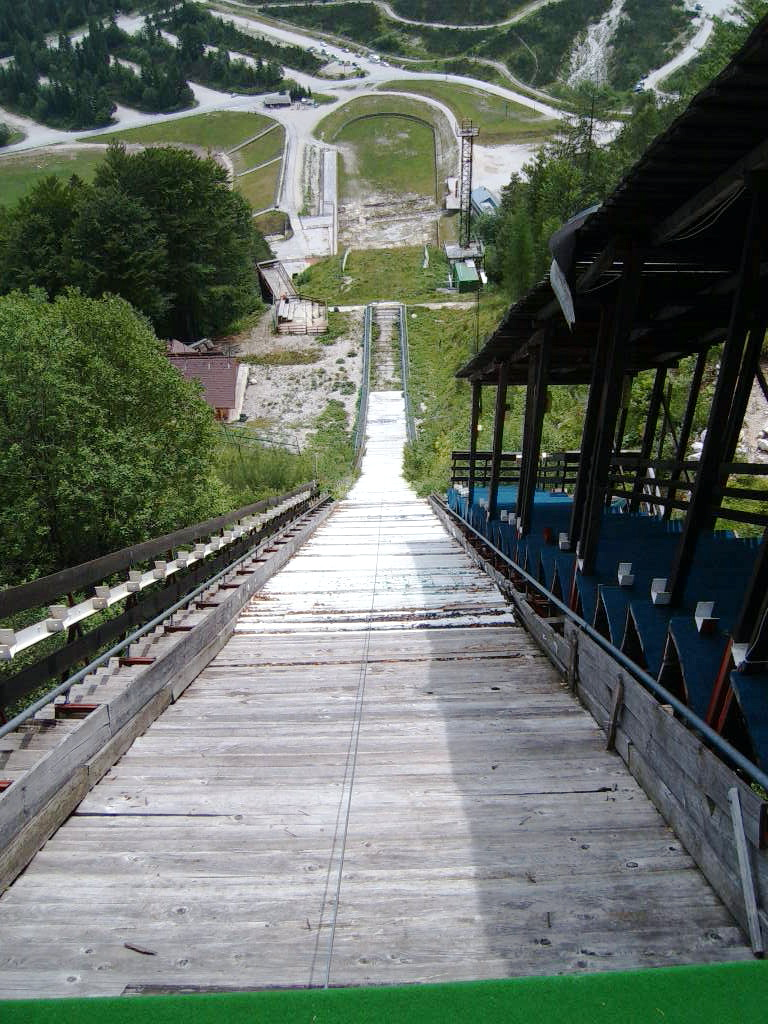
Skidflygbacken, juli 2005.

Planica är en dal som ligger i nordvästra Slovenien. I mars brukar världscupen i backhoppning förläggas dit för skidflygning, någonting som brukar dra mycket folk. Världsrekordet i skidflygning (239 m) sattes i Planica 2005 av Bjørn Einar Romøren, men har sedermera (2011) i norska Vikersund av landsmannen Johan Remen Evensen förbättrats till 246,5 meter.

## Planica Nordic Centre
Den centrala byggnaden, som är centrum för längdskidåkning och backhoppning, består av en visningsplattform, Planicamuseet på två våningar, en vindtunnel och cateringanläggningar. Förutom externa skidspår under vintermånaderna finns en skidtunnel för de varmare månaderna.
Formgivarna av Planica Nordic Centre i Slovenien har erhållit en guldmedalj för arkitektonisk skapelse av Internationella olympiska  kommittén (IOC) och  The International Association for Sports and Leisure Facilities (IAKS) bland nästan 100 konkurrerande projekt.
Förutom att det är värd för finalen av Världscupen i backhoppning varje år, var Planica Nordic Centre också värd för Världsmästerskapen i nordisk skidsport 2023, då 10 000-tusentals åskådare beräknades komma.
Vid Planicas olympiska sportcenter finns också ett forskningscenter angående medicinska effekter av hög höjd och långvariga vistelser i rymden.